# Discografia dei Fear Factory
Elenco di album, singoli e DVD dei Fear Factory.

## Album
| Data                                                                | Titolo                             | Etichetta          | Classifica | Stato | Posizione | Premi               |
| ------------------------------------------------------------------- | ---------------------------------- | ------------------ | ---------- | ----- | --------- | ------------------- |
| Studio                                                              |                                    |                    |            |       |           |                     |
| 8 settembre 1992 5 ottobre 2004                                     | Soul of a New Machine              | Roadrunner Records | Billboard  | USA   |           |                     |
| 13 giugno 1995 7 novembre 1995 (Digipak) 7 giugno 2005 (Riedizione) | Demanufacture                      | Roadrunner Records | Billboard  | USA   |           | Disco d'Oro         |
| 28 luglio 1998 23 marzo 1999                                        | Obsolete                           | Roadrunner Records | Billboard  | USA   | #77       | 2 volte Disco d'Oro |
| 24 aprile 2001                                                      | Digimortal                         | Roadrunner Records | Billboard  | USA   | #32       |                     |
| 19 aprile 2004                                                      | Archetype                          | Liquid 8           | Billboard  | USA   | #30       |                     |
| 23 agosto 2005                                                      | Transgression                      | Calvin Records     | Billboard  | USA   | #45       |                     |
| 5 febbraio 2010                                                     | Mechanize                          | Oxidizer, Inc.     | Billboard  | USA   | #72       |                     |
| 5 giugno 2012                                                       | The Industrialist                  | Oxidizer, Inc.     | Billboard  | USA   |           |                     |
| 7 agosto 2015                                                       | Genexus                            | Nuclear Blast      | Billboard  | USA   |           |                     |
| Live, EP, Remix e Compilation                                       |                                    |                    |            |       |           |                     |
| 14 aprile 1993 5 ottobre 2004                                       | Fear Is the Mindkiller             | Roadrunner Records | Billboard  | USA   | -         | -                   |
| 1997                                                                | Burn                               | Roadrunner Records | Billboard  | USA   | -         | -                   |
| 1997                                                                | The Gabber Mixes                   | Roadrunner Records | Billboard  | USA   | -         | -                   |
| 20 maggio 1997 7 giugno 2005                                        | Remanufacture - Cloning Technology | Roadrunner Records | Billboard  | USA   | #158      | -                   |
| 1999                                                                | Messiah                            | Roadrunner Records | Billboard  | USA   | -         | -                   |
| 2002                                                                | concrete                           | roadrunner records | billboard  | usa   |           |                     |
| 2003                                                                | Hatefiles                          | Roadrunner Records | Billboard  | USA   | -         | -                   |
| 2005                                                                | Live on Sunset Trip                | Calvin Records     | Billboard  | USA   | -         | -                   |
| 11 settembre 2006                                                   | The Best of Fear Factory           | Roadrunner Records | Billboard  | USA   | -         | -                   |

- Singoli

| Album | Titolo                           | Posizione in classifica | Posizione in classifica    | Album                              |
| Album | Titolo                           | US Alternative Airplay  | US Mainstream Rock Airplay | Album                              |
| 1995  | "Replica"                        | -                       | -                          | Demanufacture                      |
| 1996  | "Dog Day Sunrise"                | -                       | -                          | Demanufacture                      |
| 1997  | "Machines of Hate"               | -                       | -                          | Remanufacture - Cloning Technology |
| 1997  | "Remanufacture"                  | -                       | -                          | Remanufacture - Cloning Technology |
| 1998  | "Edgecrusher"                    | -                       | -                          | Obsolete                           |
| 1998  | "Shock"                          | -                       | -                          | Obsolete                           |
| 1999  | "Resurrection"                   | -                       | -                          | Obsolete                           |
| 1998  | "Descent"                        | -                       | #38                        | Obsolete                           |
| 1999  | "Cars"                           | #38                     | #16                        | Obsolete                           |
| 2001  | "Digimortal"                     | -                       | -                          | Digimortal                         |
| 2001  | "Linchpin"                       | -                       | #31                        | Digimortal                         |
| 2001  | "Invisible Wounds (Dark Bodies)" | -                       | -                          | Digimortal                         |
| 2004  | "Cyberwaste"                     | -                       | -                          | Archetype                          |
| 2004  | "Archetype"                      | -                       | -                          | Archetype                          |
| 2004  | "Bite the Hand That Bleeds"      | -                       | -                          | Archetype                          |
| 2005  | "Supernova"                      | -                       | -                          | Transgression                      |
| 2006  | "Transgression"                  | -                       | -                          | Transgression                      |
| 2009  | "Powershifter"                   | -                       | -                          | Mechanize                          |
| 2012  | "Recharger"                      | -                       | -                          | The Industrialist                  |
| 2015  | "Soul Hacker"                    | -                       | -                          | Genexus                            |
| 2015  | "Protomech"                      | -                       | -                          | Genexus                            |
| 2015  | "Dielectric"                     | -                       | -                          | Genexus                            |

## Videografia
- 2001 - Digital Connectivity (DVD)
- 2004 - Bite the Hand that Bleeds (DVD)